# Лади (Прушковський повіт)
Лади (пол. Łady) — село в Польщі, у гміні Рашин Прушковського повіту Мазовецького воєводства.
Населення — 215 осіб (2011).
У 1975-1998 роках село належало до Варшавського воєводства.

## Демографія
Демографічна структура станом на 31 березня 2011 року:
|          | Загалом | Допрацездатний вік | Працездатний вік | Постпрацездатний вік |
| -------- | ------- | ------------------ | ---------------- | -------------------- |
| Чоловіки | 100     | 26                 | 69               | 5                    |
| Жінки    | 115     | 28                 | 67               | 20                   |
| Разом    | 215     | 54                 | 136              | 25                   |